# Coughton
Coughton – wieś w Anglii, w hrabstwie Warwickshire, w dystrykcie Stratford-on-Avon. Leży 21 km na zachód od miasta Warwick i 146 km na północny zachód od Londynu. W 2001 miejscowość liczyła 139 mieszkańców.